# William Findlay
William Findlay (Musselburgh, 15 gennaio 1904 – Augusta, 21 gennaio 1981) è stato un calciatore statunitense, di origini scozzesi, di ruolo attaccante.

## Carriera

### Club
Ha sempre giocato nel campionato statunitense.

### Nazionale
Ha partecipato alle Olimpiadi del 1924 e del 1928.